# Schloßborn
Schloßborn im Taunus ist einer von drei Ortsteilen der Gemeinde Glashütten im Hochtaunuskreis in Hessen.

## Geographische Lage

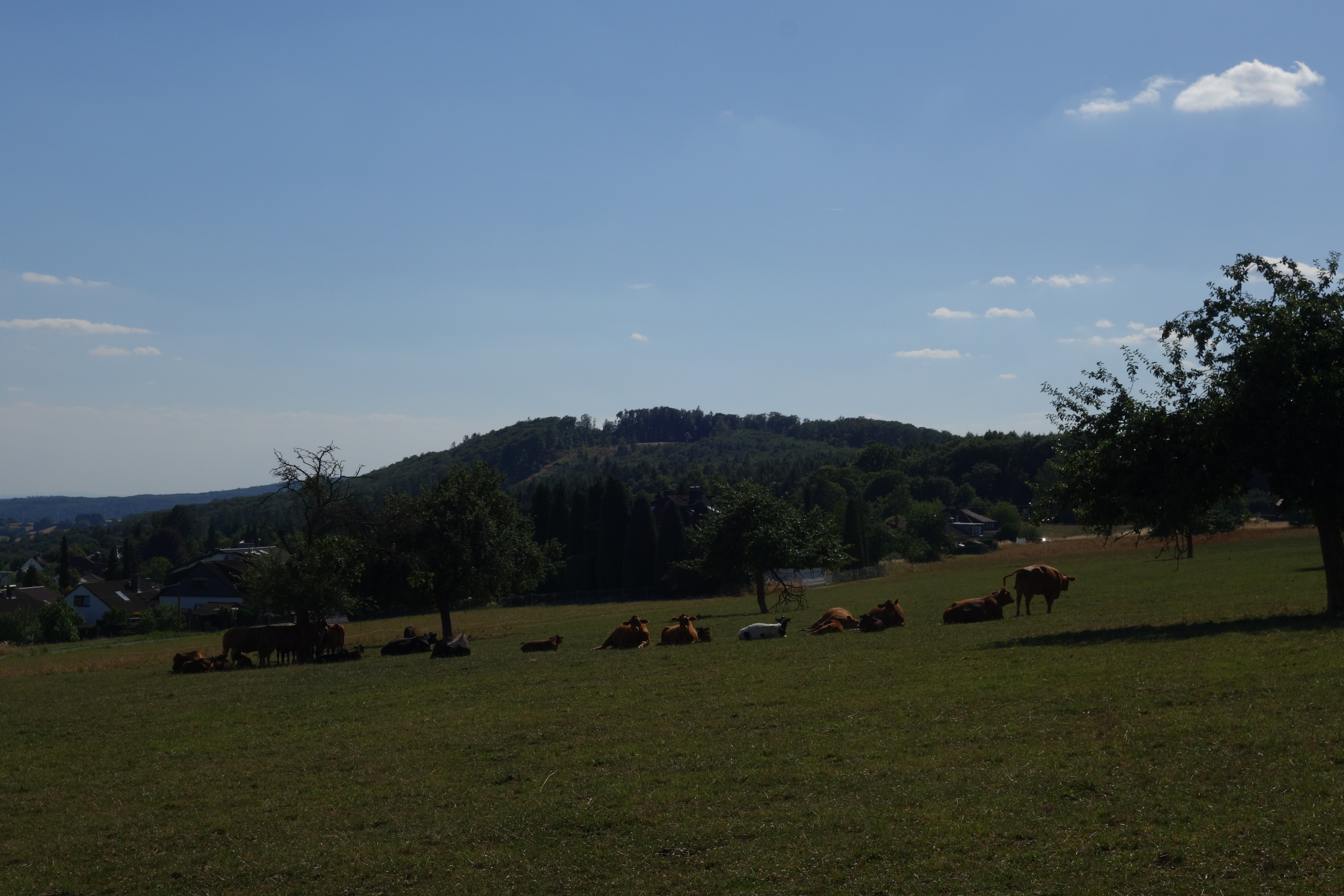
Schloßborns "Hausberg" Butznickel aus Richtung Nordost gesehen

Schloßborn liegt im Hohen Taunus im Naturpark Taunus, in Nachbarschaft zum westlich angrenzenden Naturpark Rhein-Taunus. Etwa 2 km südwestlich des Kernortes von Glashütten befindet es sich zwischen Königstein im Südosten, Ruppertshain im Südsüdosten, Ehlhalten im Südsüdwesten, Oberjosbach im Südwesten, Lenzhahn im Westen, Heftrich im Nordwesten und Kröftel im Norden.
Schloßborn wird vom Weiherbach durchflossen, reicht aber im Rahmen später entstandener Ortslagen auch in das südöstlich benachbarte Tal des Silberbachs hinüber. Beide münden in den Dattenbach, der unter dem Hauptnamen Schwarzbach in den Main mündet. Auf die Lage nahe den Quellen von Weiher- und Silberbach ist der relative Wasserreichtum des Dorfs zurückzuführen.
Schloßborn ist umgeben von mittleren Höhen: Der Steinkopf (569,8 m), der Eichkopf (563,3 m) und der Atzelberg (506,7 m) liegen etwa im Südosten bis Süden. Zwischen dem Ort und dem Tal des Dattenbachs befinden sich im Südwesten die Platte (404,6 m) als Ausläufer vom jenseits davon befindlichen Spitzeberg (449,9 m) und im Westen der Butznickel (462,2 m) mit seinem südsüdwestlich davon gelegenen Ausläufer Dattenberg, wo sich als ehemalige Befestigungsanlage die Rentmauer Dattenberg befindet. Etwas entfernt liegt im Nordosten bei Glashütten der Glaskopf (686,8 m).

## Geschichte

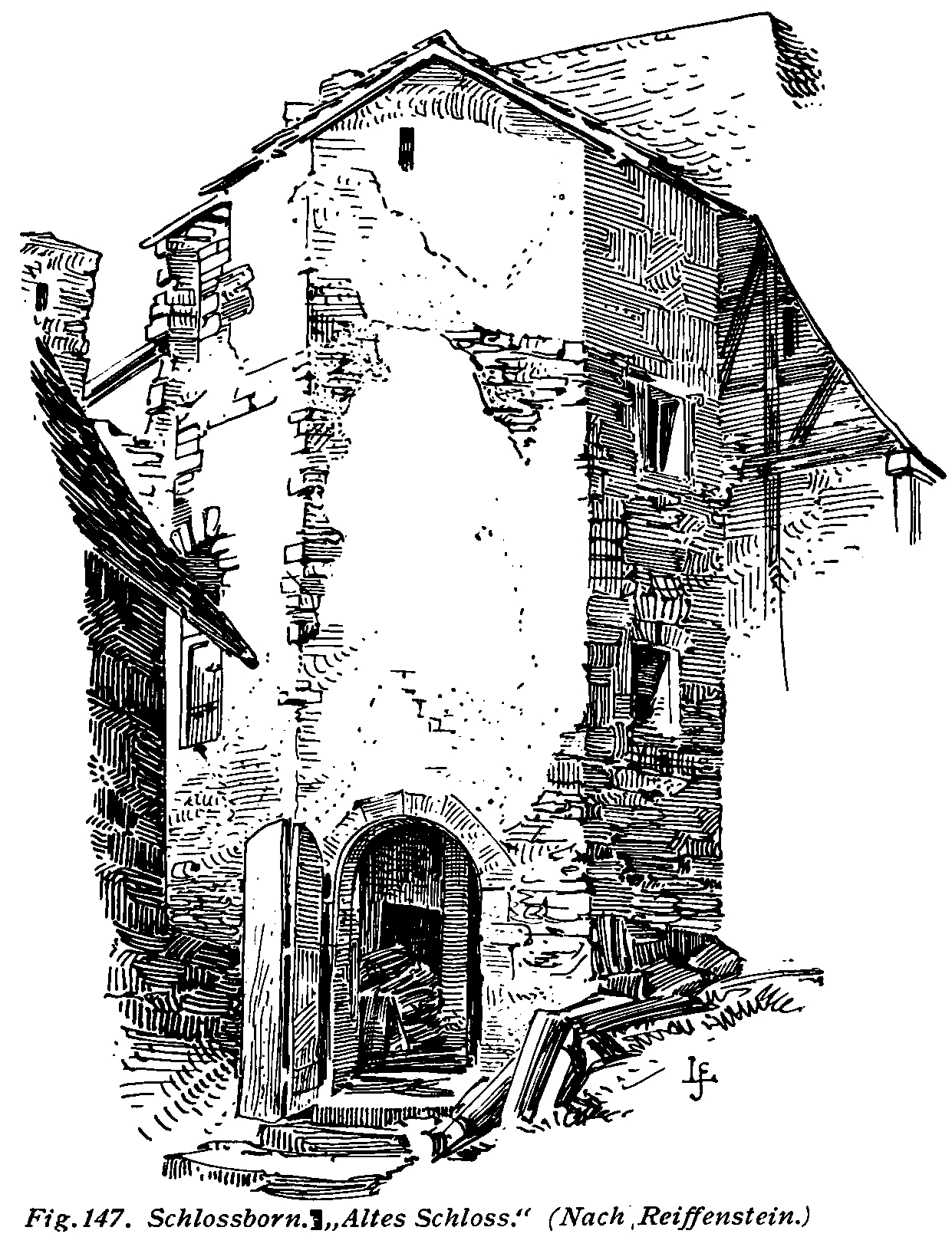
Reste des alten Schlosses um 1905

Schloßborn ist wohl die erste nachweisbare Siedlung in der Idsteiner Senke, im Vorland zum Goldenen Grund. Zur Römerzeit lag die Gegend des heutigen Schloßborn kurz hinter dem Limes auf römischem Gebiet. Später erfolgte eine Besiedelung durch Alamannen und Franken. Die älteste bekannte urkundliche Erwähnung von Schloßborn erfolgte in der „Bardo-Urkunde“ aus dem Jahr 1043. In dieser Urkunde bestätigt der Mainzer Erzbischof Bardo die Grenzen einer Großpfarrei Brunnon, und die Errichtung einer Holzkirche durch den Mainzer Erzbischof Willigis zur Zeit Otto des Jüngeren. Schloßborn war zu dieser Zeit die wohl bedeutendste Siedlung des westlichen Taunus. Dieses Kirchspiel umfasste bis zu 24 Siedlungen.

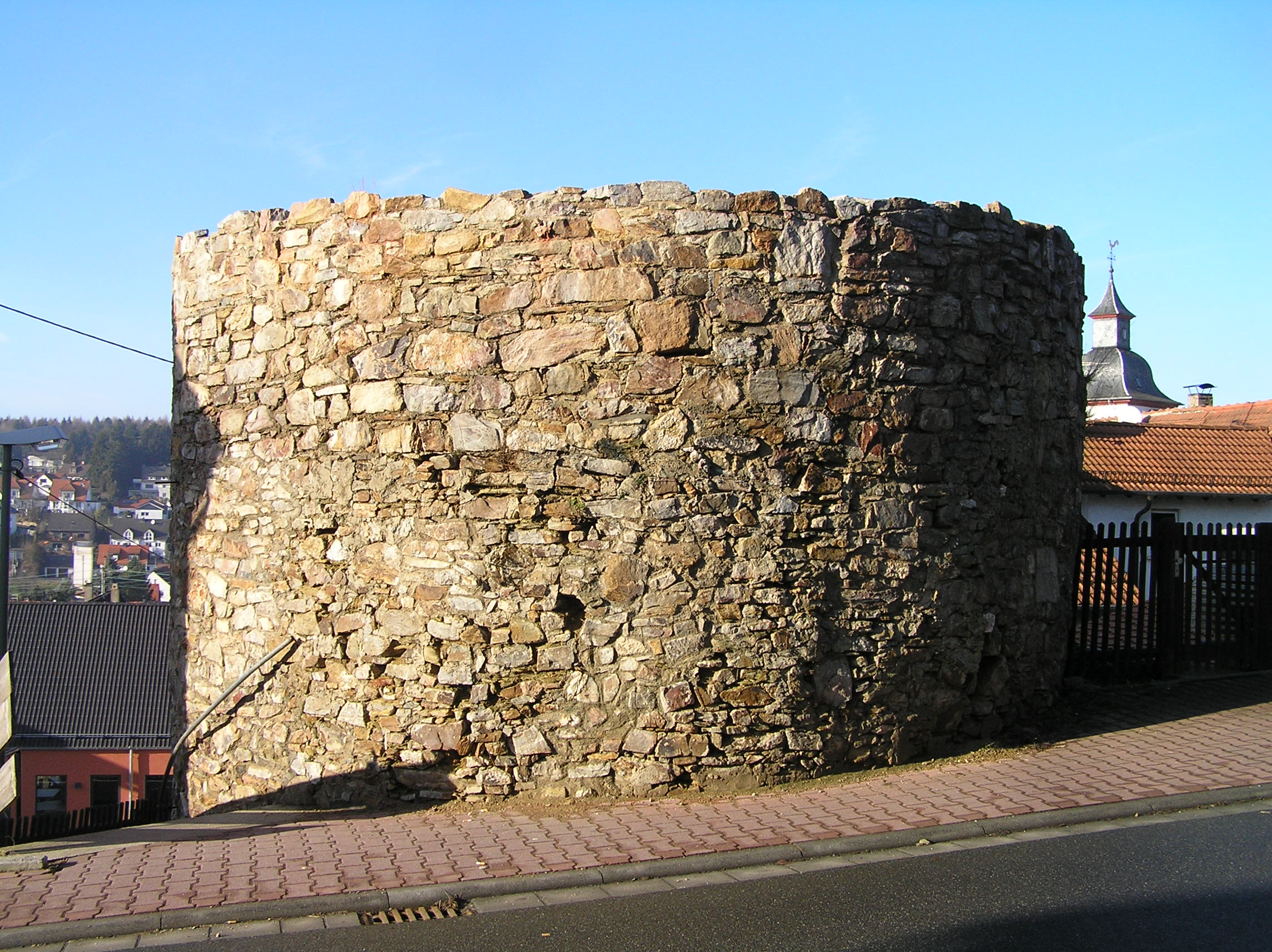
Turm

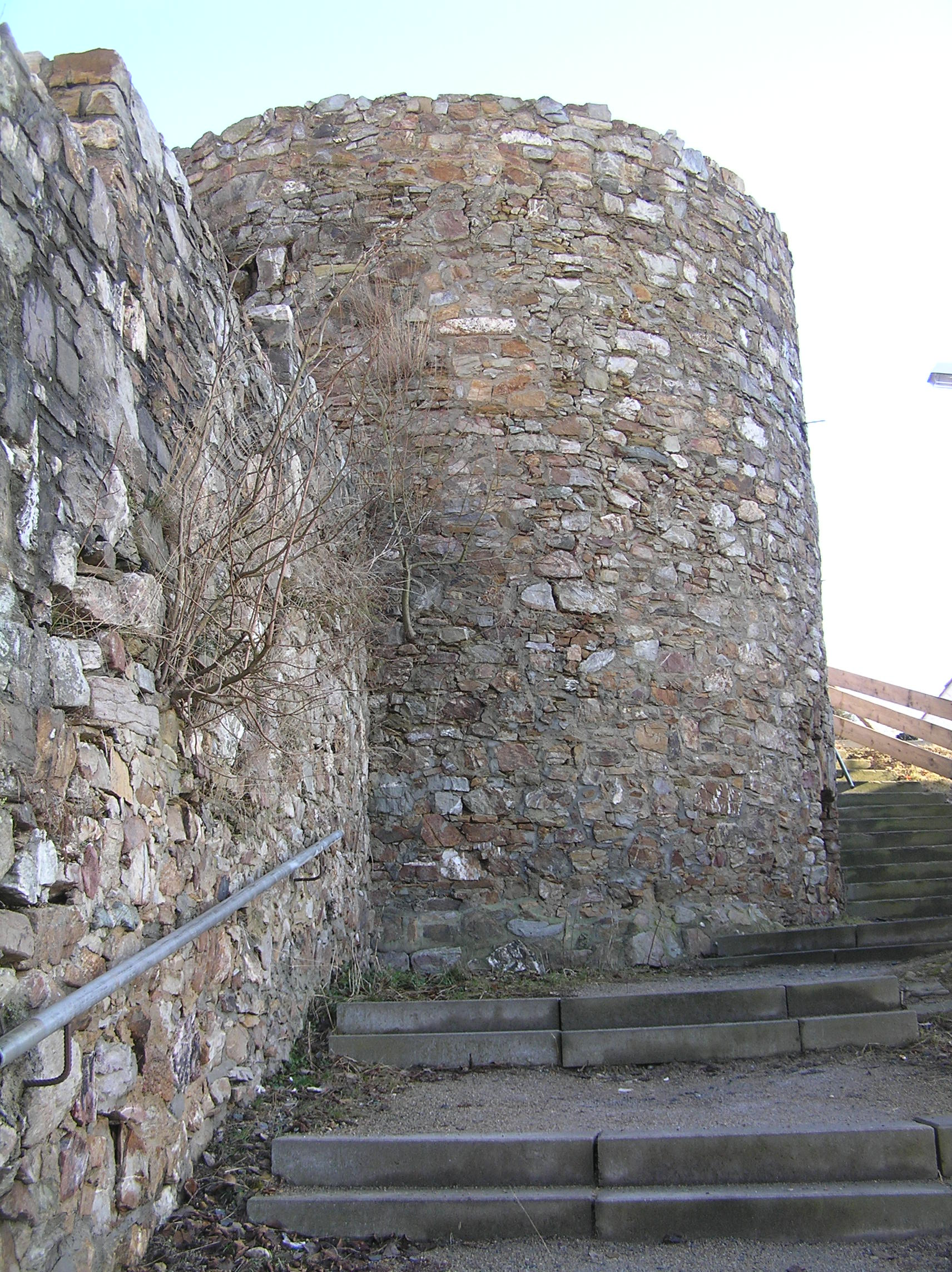
Turm und Mauer

Graf Eberhard I. von Eppstein erbaute 1369 ein Jagdschloss in Born. Die Reste eines Turms und der Ringmauer sind heute noch erhalten.
1540 wurde die Reformation in Born eingeführt. Im Jahr 1604 wurde der Ort jedoch wieder katholisch und gehörte danach zu Kurmainz. 1803 wurde der Kurstaat im Rahmen des Reichsdeputationshauptschlusses aufgehoben. Ab 1806 gehörte Born zum Herzogtum Nassau. Hier gehörte es zum Amt Eppstein. Seit 1. Januar 1810 wurde Schloßborn dem Amt Königstein angegliedert. 1816 wurde der Ortsname von Born auf Schloßborn (aus Schloß und Born = Brunnen) geändert.
Mit dem Ende des preußisch-österreichischen Krieges 1866 kam Schloßborn zu Preußen. Dort gehörte es zum Obertaunuskreis. Nach dem verlorenen Ersten Weltkrieg wurde Schloßborn im Rahmen der Alliierten Rheinlandbesetzung Ende 1918 französisch besetzt und dem Kreis Königstein zugeschlagen.
An der Straße nach Kröftel (am alten Sportplatz) lag früher die Jugendherberge – ein Haus, dessen Träger der Main-Taunus-Kreis war; genannt das Kreisjugendheim. So kamen lange Jahre nach 1945 viele Jugendliche aus Deutschland und dem Ausland, vor allem aus Frankreich, nach Schloßborn, um Ferien zu verbringen, sich zu erholen oder an Tagungen teilzunehmen. Viele Tagungen des Quickborn (siehe: Quickborn-Arbeitskreis) fanden hier im Kreisjugendheim statt. Leiterin des Hauses war über Jahrzehnte nach 1945 die Fürsorgerin Sophie Schönig aus Offenbach-Bürgel. In Sommern war die Nachfrage nach Betten oft so groß, dass Schönig mit ihrem Personal ein Zeltlager am Haus oder unter den Kastanienbäumen an der gleichen Straße installierte. In den 1950er Jahren beherbergte das Haus auch wenige Heimkinder aus Familien des Main-Taunus-Kreises. Zugunsten einer Bebauung mit Einfamilienhäusern wurde das Gebäude später abgerissen.

### Gebietsreform
Am 1. August 1972 wurde die bis dahin selbständige Gemeinde Schloßborn im Zuge der Gebietsreform in Hessen und einer allgemeinen Gemeindeneugliederung auch des damaligen Obertaunuskreises unter teils heftigem Protest aus der Bevölkerung sowie dem Schloßborner Gemeinderat unter Leitung des Bürgermeisters Josef Hofmann im kraft Landesgesetz in die Gemeinde Glashütten eingegliedert.
Ein Ortsbezirk nach der Hessischen Gemeindeordnung wurde in Glashütten nicht gebildet.
Es bildete sich eine „Bürgerinitiative Schloßborn“, die eine von zahlreichen Bürgern unterschriebene Petition gegen das beschlossene Gesetz im Hessischen Landtag zu Wiesbaden einreichte. Nach Meinung der Petitionssteller wurde u. a. ein Gutachten des Leiters des Hessischen Hauptstaatsarchivs, Struck, nicht berücksichtigt, indem sich dieser ausdrücklich für den Namen Schloßborn für eine eventuelle Gesamtgemeinde ausgesprochen hatte. Gleichzeitig wurden 1972 Glashütten und Schloßborn aus dem Main-Taunus-Kreis aus- und in den Obertaunuskreis eingegliedert, der im neuen Hochtaunuskreis aufging.

### Einwohnerentwicklung

#### Einwohnerstruktur
Nach den Erhebungen des Zensus 2011 lebten am Stichtag dem 9. Mai 2011 in Schloßborn 2394 Einwohner. Darunter waren 156 (6,5 %) Ausländer.
Nach dem Lebensalter waren 501 Einwohner unter 18 Jahren, 915 waren zwischen 18 und 49, 510 zwischen 50 und 64 und 468 Einwohner waren älter.
Die Einwohner lebten in 948 Haushalten. Davon waren 207 Singlehaushalte, 288 Paare ohne Kinder und 366 Paare mit Kindern, sowie 75 Alleinerziehende und 12 Wohngemeinschaften. In 189 Haushalten lebten ausschließlich Senioren/-innen und in 618 Haushaltungen leben keine Senioren/-innen.

#### Einwohnerzahlen
| Schloßborn: Einwohnerzahlen von 1834 bis 2020 | Schloßborn: Einwohnerzahlen von 1834 bis 2020 | Schloßborn: Einwohnerzahlen von 1834 bis 2020 | Schloßborn: Einwohnerzahlen von 1834 bis 2020 | Schloßborn: Einwohnerzahlen von 1834 bis 2020 |
| --- | --------------------------------------------- | --------------------------------------------- | --------------------------------------------- | --------------------------------------------- |
| Jahr |                                               |                                               |                                               | Einwohner                                     |
| 1834 | 1834                                          |                                               | 592                                           | 592                                           |
| 1840 | 1840                                          |                                               | 640                                           | 640                                           |
| 1846 | 1846                                          |                                               | 652                                           | 652                                           |
| 1852 | 1852                                          |                                               | 611                                           | 611                                           |
| 1858 | 1858                                          |                                               | 602                                           | 602                                           |
| 1864 | 1864                                          |                                               | 637                                           | 637                                           |
| 1871 | 1871                                          |                                               | 632                                           | 632                                           |
| 1875 | 1875                                          |                                               | 628                                           | 628                                           |
| 1885 | 1885                                          |                                               | 594                                           | 594                                           |
| 1895 | 1895                                          |                                               | 620                                           | 620                                           |
| 1905 | 1905                                          |                                               | 636                                           | 636                                           |
| 1910 | 1910                                          |                                               | 648                                           | 648                                           |
| 1925 | 1925                                          |                                               | 667                                           | 667                                           |
| 1939 | 1939                                          |                                               | 710                                           | 710                                           |
| 1946 | 1946                                          |                                               | 957                                           | 957                                           |
| 1950 | 1950                                          |                                               | 961                                           | 961                                           |
| 1956 | 1956                                          |                                               | 920                                           | 920                                           |
| 1961 | 1961                                          |                                               | 980                                           | 980                                           |
| 1967 | 1967                                          |                                               | 1.300                                         | 1.300                                         |
| 1970 | 1970                                          |                                               | 1.445                                         | 1.445                                         |
| 1980 | 1980                                          |                                               | ?                                             | ?                                             |
| 1990 | 1990                                          |                                               | ?                                             | ?                                             |
| 2000 | 2000                                          |                                               | ?                                             | ?                                             |
| 2011 | 2011                                          |                                               | 2.394                                         | 2.394                                         |
| 2016 | 2016                                          |                                               | 2.456                                         | 2.456                                         |
| 2020 | 2020                                          |                                               | 2.469                                         | 2.469                                         |
| Datenquelle: Historisches Gemeindeverzeichnis für Hessen: Die Bevölkerung der Gemeinden 1834 bis 1967. Wiesbaden: Hessisches Statistisches Landesamt, 1968. Weitere Quellen: LAGIS; Gemeinde Glashütten; Zensus 2011 |                                               |                                               |                                               |                                               |

#### Religionszugehörigkeit
| • 1885: | 12 evangelische (= 2,02 %), 582 katholische (= 97,98 %) Einwohner |
| • 1961: | 90 evangelische (= 9,18 %), 875 katholische (= 89,29 %) Einwohner |

## Wappen
| Wappen von Schloßborn |
| Wappenbegründung: Das Wappen Schloßborns ist von Silber und Rot geviert. Der Turm im Feld oben rechts weist auf ein früheres mittelalterliches Jagdschloss und die Stadtmauer Schloßborns hin. Der Brunnen (Born) im Feld oben links symbolisiert den Wasserreichtum Schloßborns. Die unteren Figuren weisen auf Schloßborns Geschichte hin. Unten rechts befindet sich das Mainzer Rad, da Schloßborn lange zu Kurmainz gehörte und unten links symbolisieren die drei roten Eppsteiner Sparren die Zeit der Herrschaft der Herren von Eppstein. |

## Kultur und Sehenswürdigkeiten

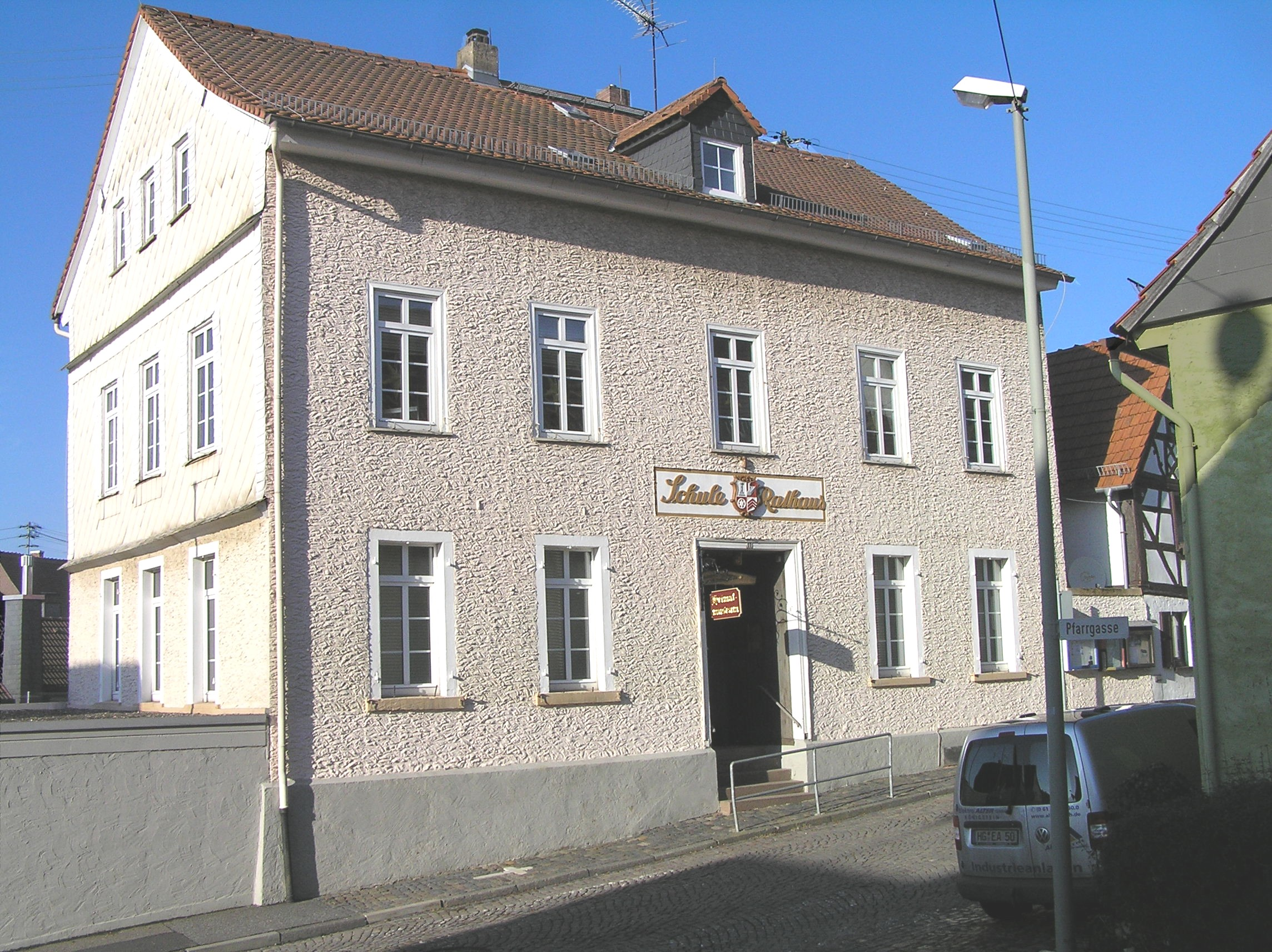
Heimatmuseum

In Schloßborn befindet sich der katholische Kindergarten Marienruhe, eine Grundschule sowie ein Freibad. Die Grundschule wurde 2005 in Betrieb genommen. Ein altes Schulhaus, das auch als Rathaus genutzt wurde, ist heute Heimatmuseum.
Im Ortskern von Schloßborn steht die 1713/1714 errichtete katholische Pfarrkirche, die den beiden Aposteln Philippus und Jakobus geweiht ist. Erweitert wurde die Kirche in den 1950er Jahren durch einen Neubau in Richtung Pfarrhaus.
Von der alten Stadtmauer sind noch Reste sowie einer von sieben Türmen zu sehen.

## Wirtschaft und Infrastruktur

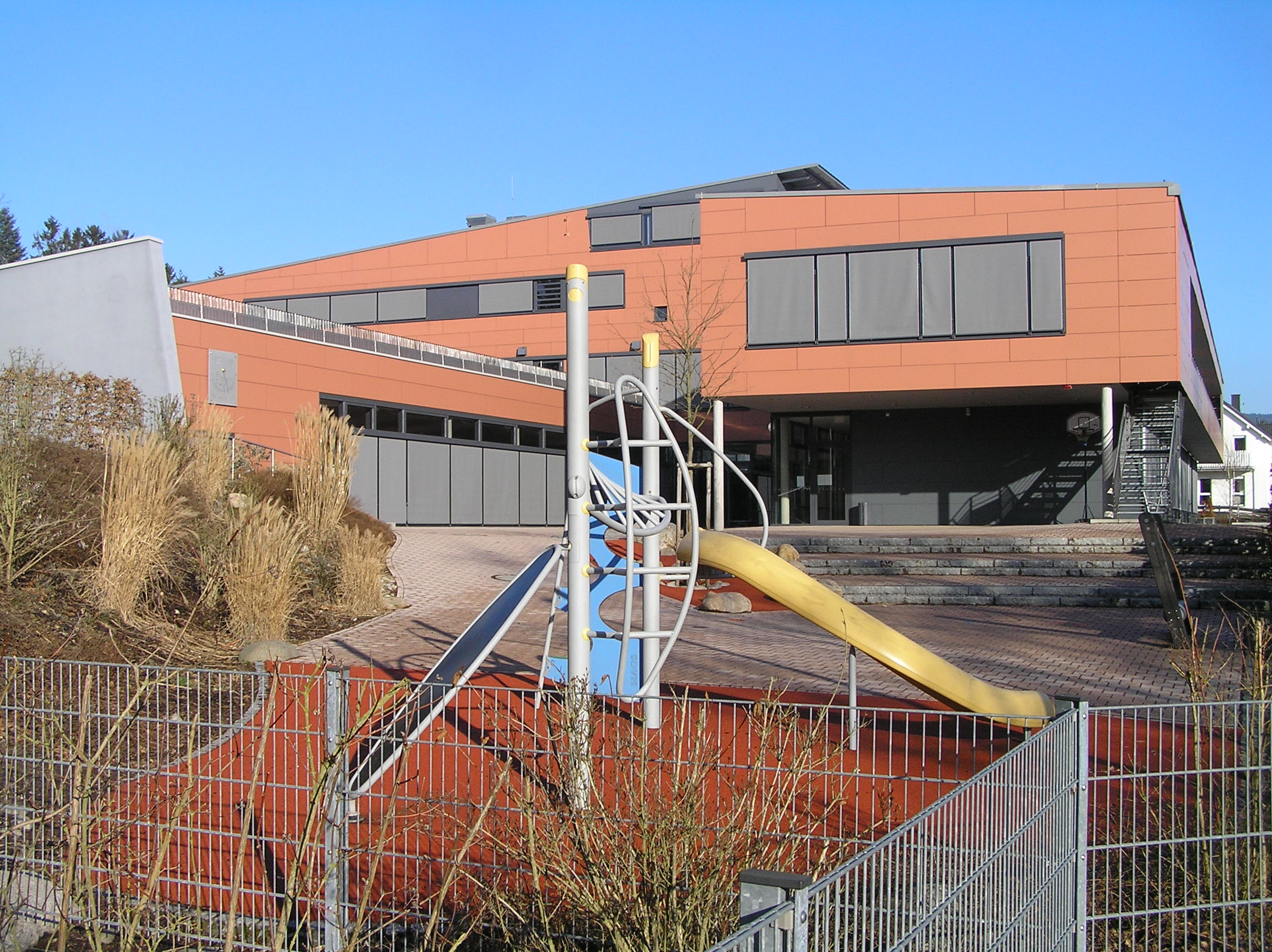
Grundschule Schloßborn

### Verkehr
Schloßborn liegt an der hessischen Landesstraße L 3319, etwa 2,5 km südwestlich von deren Abzweig von der alten Kölnischen Straße, der heutigen Bundesstraße 8 (Frankfurt–Königstein–Esch–Limburg–Köln). Diese Landesstraße führt hinunter zu der ähnlich weit entfernten Talstraße am Dattenbach in der Senke Hofheim am Taunus–Eppstein–Esch. Von der L 3319 zweigt im Dorf die L 3016 (Schloßborn–Kelkheim (Taunus)–Frankfurt-Sindlingen) ab.
Schloßborn ist über Buslinien von Königstein und Eppstein aus erreichbar. Die Linie 805 (Eppstein – Schloßborn – Königstein) verkehrt an Wochentagen knapp 15 Stunden und verbindet Schloßborn über den Bahnhof Eppstein mit der S-Bahn-Rhein-Main. In den späten Abendstunden verkehrt auf diesem Abschnitt ein Anrufsammeltaxi. Die übrigen Linien 81, 83 sowie 804 werden hauptsächlich zu Schulzeiten mit Bussen bedient, ansonsten ebenfalls mit Sammeltaxen. Der Bus der Nummer 83 verbindet Schloßborn zudem in den Nächten von Freitag auf Samstag sowie in den Nächten von Samstag auf Sonntag mit Königstein und Glashütten.
| Richtung                 | Linie   | Richtung                     |
| ← Königstein             | Bus 81  | Riedelbach →                 |
| ← Königstein/Kronberg    | Bus 83  | Oberems →                    |
| ← Fischbach/Sulzbach MTZ | Bus 804 | Schloßborn Gemeindezentrum → |
| ← Königstein             | Bus 805 | Eppstein →                   |
| ------------------------ | ------- | ---------------------------- |

Durch das Dorf führt der Deutsche Limes-Radweg. Dieser folgt dem Obergermanisch-Raetischen Limes über 818 km von Bad Hönningen am Rhein nach Regensburg an der Donau.

### Schwimmbad

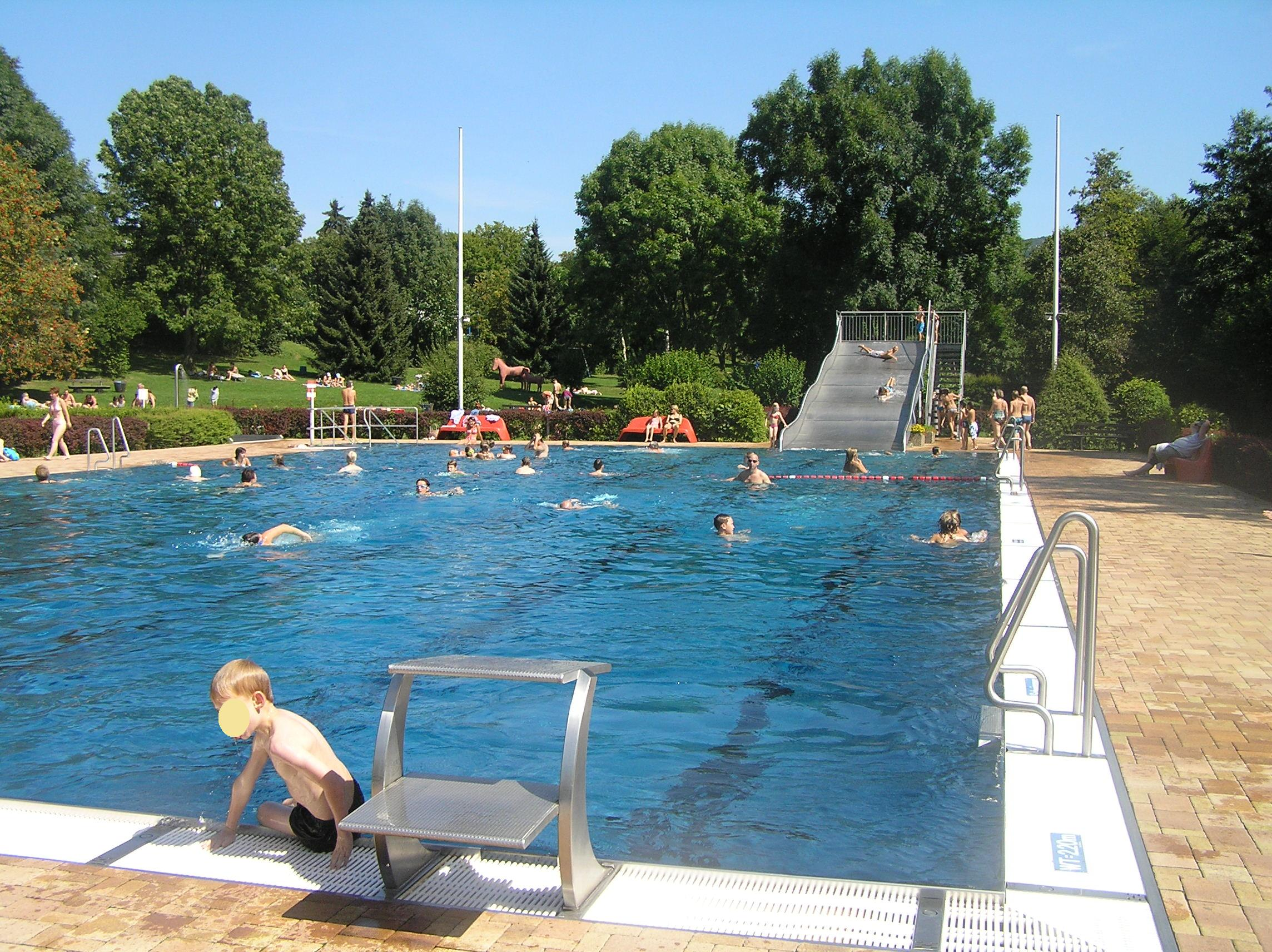
Freibad

In der Mitte des Ortes befindet sich das beheizte Freibad. Besondere Attraktion ist die breite Wellenrutsche, auf der mehrere Personen gleichzeitig rutschen können. Neben dem Hauptbecken mit Schwimmer- und Nichtschwimmerbereich verfügt das Schwimmbad über ein gesondertes Kinderbecken für Kleinkinder. Auffällig sind die Kletterpferde. Mitten auf der Liegewiese steht seit 1970 ein lebensgroßes Pferd mit einem Fohlen. Die beiden Tiere aus Beton dienen als Kletterspielzeug und ergänzen die Spielgeräte der beiden Spielplätze.
1934 pachtete der damalige Bürgermeister, Johann Friedrich Marx, einen Weiher, um Einwohnern und Gästen eine Schwimmgelegenheit zu bieten. 1935 begann der Bau des Schwimmbades mit Eigenleistung der Bevölkerung. Am 27. Juni 1937 erfolgte die Einweihung. 1959 wurde ein hölzernes Sprungbrett gebaut.

## Persönlichkeiten

### Ehrenbürger
- Wilhelm Kempf (1906–1982), Bischof von Limburg an der Lahn

### Mit Schloßborn verbunden
- Bardo (* 980/981 in Oppershofen; † 10./11. Juni 1051), Erzbischof, Verfasser der s.g. Bardo-Urkunde über die Gründung Schloßborns, weihte 1043 die erste Steinkirche Schloßborns persönlich ein
- Willigis (* um 940 in Schöningen; † 23. Febr. 1011), Erzbischof, Gründer Brunnons, des heutigen Schloßborn/Ts., Erbauer der ersten Holzkirche in Schloßborn, Erzbischof zu Mainz (975–1011), Reichskanzler ab 971 unter Otto I, II und III bis zu seinem Tod („des Kaisers und des Reiches Vater“) Erbauer des Mainzer Doms und seiner Grabeskirche St. Stephan zu Mainz, Heiliger der römisch-kath. Kirche
- Johannes Bückler, Pseudonym „Schinderhannes“ (* Herbst 1779 in Miehlen; † 21. Nov. 1803 in Mainz enthauptet), Räuberhauptmann, wohnte im Winter 1800/1801 mit seiner Geliebten Juliana Blasius über 7 Wochen auf der Schloßborner Hasenmühle, feierte mit seinen Gesellen rauschende Feste in Schloßborn
- Adam Bernhard Gottron (* 11. Okt. 1889; † 29. Okt. 1971), kath. Priester, Lokal- und Musikhistoriker, Ehrenbürger von Mainz, Verfasser von Die Pfarrgrenzen von Schloßborn nach der Bardo-Urkunde (1949) und von Vom Bau des Domes zu Mainz und der Kirche zu Schloßborn aus Geschichten um den Mainzer Dom (1951)
- Wilhelm Kempf (* 10. Aug. 1906 in Wiesbaden; † 9. Okt. 1982), Bischof von Limburg an der Lahn, Kempfs Vater stammte aus Schloßborn
- Richard Rudolf Klein (* 21. Mai 1921; † 17. Dezember 2011), deutscher Musiker, Komponist und Hochschullehrer, wohnte bis zu seinem Tod in Schloßborn
- Richard Rudolf Klein (* 21. Mai 1921 in Nußdorf/Pfalz; † 17. Dezember 2011 in Glashütten (Taunus)), Musiker, Komponist und Hochschullehrer, lebte in Schloßborn
- Norbert Kühne (* 1941 in Groß-Ottersleben, heute: Magdeburg), deutscher Schriftsteller und Psychologe; lebte bis 1962 in Schloßborn
- Wolfgang Fassler (* 1944 in Wien; † 1997 in Gernsheim), deutscher Opernsänger und Heldentenor; Sohn von Hedy Fassler[15], wohnte und lebte in Schloßborn
- Adelheid Ohlig (* 1945 in Frankfurt am Main), Journalistin, Dolmetscherin, Übersetzerin und Lehrerin des von ihr begründeten Luna-Yoga; wuchs in Schloßborn auf
- Erich Liessmann, Pseudonym „Jean Frankfurter“ (* 1948 in Frankfurt-Sachsenhausen), deutscher Komponist und Musikproduzent
- Karl-Thomas Neumann (* 1961 in Twistringen), Vorstandsvorsitzender der Adam Opel AG, wohnte und lebte 2008–2009 in Schloßborn
- Willy Schwertel (* 1910; † 1990), von 1956 bis 1977 Pfarrer in Schloßborn, Verfolgter des Nazi-Regimes, Träger des Bundesverdienstkreuzes, Verleihung am 17. Mai 1985